# Ban đại diện công nhân
Ban đại diện công nhân là một tổ chức trong một doanh nghiệp, được các công nhân thành lập để bảo vệ quyền lợi của họ. Nhiệm vụ của ban này như thế nào, còn tùy thuộc vào luật lệ của mỗi nước. Bởi vậy ban đại diện công nhân ở các nước Âu châu cũng có các tên gọi khác nhau: Anh quốc (Joint Consultative Committee); Đức và Áo (Betriebsrat); Luxembourg (Comité Mixte); Hà Lan và Flanders tại Bỉ (Ondernemingsraad); Pháp (Comité d'entreprise); Wallonie tại Bỉ (Délégués du Personnel); và Tây Ban Nha (Comité de empresa).

## Âu châu

### Đức
Tại Đức ban đại diện công nhân là một tổ chức để bảo vệ quyền lợi của nhân viên, và cũng góp phần vào các quyết định của doanh nghiệp. Luật lệ căn bản dựa trên luật Betriebsverfassungsgesetz, theo đó cứ mỗi hãng có trên 5 nhân viên làm việc thường trực là có quyền bầu ra một người đại diện công nhân. 
Căn bản của mô hình này là như sau: Những thỏa hiệp lao động tổng quát được thỏa thuận trên phương diện quốc gia giữa (thí dụ công đoàn IG Metall) và Liên hội các doanh nhân (thí dụ Gesamtmetall), và những người điều hành các hãng xưởng hội họp với đại diện công nhân để điều chỉnh những thỏa hiệp quốc gia hầu thích ứng với hoàn cảnh địa phương, hay riêng biệt của hãng mình.

Quyền lợi và bổn phận của ban đại diện công nhân được ghi lần đầu tiên vào luật Betriebsrätegesetz vào năm 1920 trong thời Cộng hòa Weimar. Sau Thế chiến thứ 2 nó được biên trong luật 
Betriebsverfassungsgesetz. Ngoài ra còn có những luật lệ nằm trong luật Kündigungsschutzgesetz (Quyền của người đại diên công nhân khi bị sa thải) hay luật Arbeitsgerichtsgesetz (quyền kháng cáo ra tòa của đại diện công nhân khi tranh cãi về quyền lợi của công nhân).